# Hydrangea
Pour les articles homonymes, voir Hortensia (homonymie).
Genre
Classification APG III (2009)
Hydrangea est un genre d'arbustes et d'arbres appartenant à la famille des Hydrangeaceae dont l'espèce la plus connue est une espèce hybride, appelée Hydrangea ×serratophylla (hortensia), obtenue par croisement entre Hydrangea macrophylla et Hydrangea serrata.
Les plantes horticoles connues sous le nom de  Hortensias se distinguent des plantes issues de la nature par leurs inflorescences composées de fleurs presque toutes stériles, dont l'ensemble forme une boule ou une demi-boule. Les hortensias appartiennent soit à l'espèce hybride Hydrangea × serratophylla, soit à l'espèce Hydrangea macrophylla. Par extension, les espèces du genre Hydrangea sont souvent dénommées « Hortensia » suivi d'un qualificatif, comme « hortensia grimpant » pour Hydrangea anomala. Le nom « hortensia » n'a aucune valeur botanique, il s'agit d'une dénomination purement horticole.

## Histoire de la nomenclature et étymologie

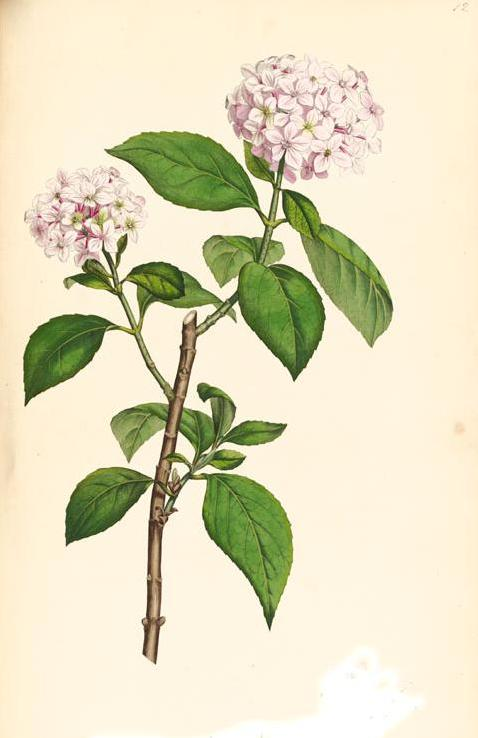
Hydrangea hortensis première illustration botanique de H. macrophylla par un botaniste britannique, James Edward Smith (1759-1828), publiée en 1790-93

### Hydrangea
Le botaniste néerlandais Jan Frederik Gronovius créa le terme Hydrangea pour désigner une plante nord-américaine avec de petites fleurs blanches (Flora Virginica, 1739), le spécimen lui ayant été envoyé de Virginie par le botaniste John Clayton. Il forgea en latin scientifique, le terme d'hydrangea à partir du grec hydro (de ὕδωρ, (hydôr) « eau » et ἀγγεῖον (angeion) « vase ») soit « vase d'eau » d'après la forme caractéristique des capsules en forme de coupe.
Carl von Linné adopta le terme de Gronovius pour créer le genre Hydrangea qu'il circonscrit à la seule espèce Hydrangea arborescens, un arbuste de l'Est de l'Amérique du Nord (Species Plantarum, 1753).
Hormis les quelques espèces du genre Hydrangea qui croissent en Amérique, la plupart sont originaires d'Asie orientale. Le territoire chinois actuel possède trente-trois espèces d'Hydrangea indigènes mais l'espèce cultivée la plus répandue est Hydrangea macrophylla, originaire du Japon. Les hydrangéas, nommés en chinois 八仙花, bāxiānhuā, « Fleur des huit immortels » étaient cultivés aux époques Ming et Qing, dans les jardins de la région du Jiangnan (江南), à l'ouest de Shanghai[réf. souhaitée]. On en trouve des représentations dans la peinture chinoise.
Les premières descriptions en langues occidentales des hydrangéas asiatiques ont été faites par le médecin allemand Engelbert Kaempfer qui put se rendre en 1690-1692 à Nagasaki, seule ville du Japon ouverte aux étrangers. Il y a décrit quelques plantes locales (Flora Japonica dans Amoenitatum Exoticarum 1712) dont les hydrangéas, sous leurs noms vernaculaires de « Sijo, vulgo Adsai, Ansai, Adsikii » (Wilson 1923). Ces descriptions sont reprises en 1784, par le naturaliste suédois Thunberg, élève de Linné, qui put lui aussi travailler comme chirurgien à Nagasaki en 1775-1776. Il dénomme ces plantes dans le cadre de la nomenclature linnéenne, sous le nom de genre Viburnum. À cette époque, le lien avec l'espèce américaine d'hydrangea n'est pas encore fait.

### Hortensia
C'est à un autre naturaliste voyageur que l'on doit le nom d'hortensia. Après avoir accompagné Bougainville comme naturaliste, dans son voyage autour du monde, Philibert Commerson s'installe aux Mascareignes où il passe les quatre dernières années de sa vie à herboriser dans l'Isle de France (Maurice), Madagascar et l'île Bourbon (La Réunion). Quand au printemps 1771, il découvre ce qu'on appelle aujourd'hui Hydrangea macrophylla, il lui attribue le nom de Peautia coelestina en hommage à Mme Lepaute, amie astronome, (Peautia renvoie à Lepaute et coelestina à l'astronomie) puis change aussitôt le nom, ayant réalisé qu'il avait déjà nommé une fleur de Madagascar Peautia en hommage à la famille de l'horloger Jean-André Lepaute. La planche botanique qu'il lui consacre est ainsi corrigée de sa main « Nous l'avons d'abord appelé Peautia Coelestina, mais il sera meilleur de dire Hortensia » (dérivé du latin hortus qui signifie jardin). Le problème est que Mme Lepaute ne se prénomme pas officiellement Hortense. Toutefois, il semble que Nicole-Reine Lepaute se faisait appeler Hortense dans l'intimité,.
Des versions romancées donnent à l'hortensia d'autres origines plus ou moins nobles : Commerson aurait donné ce nom en hommage à Hortense Barré (son vrai nom est en fait Jeanne Barret), sa maîtresse qui l'avait accompagné dans un voyage autour du monde ou en hommage à Hortense de Nassau, sœur de son compagnon de circumnavigation le  Prince de Nassau-Siegen. Il faut également écarter la légende anachronique de l'impératrice Joséphine de Beauharnais donnant le prénom de sa fille Hortense à une de ses fleurs dans une serre de son domaine de Malmaison.
En 1789, il envoie un spécimen sec en France où Lamarck le décrit sous le nom de Hortensia opuloides (Lamarck, 1789). Cette plante qui n'est pas indigène aux Mascareignes, y a probablement été importée d'Extrême-Orient par les navigateurs hollandais (hypothèse de M. Cointat).
À la même époque (1789 ou 1790), Sir Joseph Banks et Slater introduisent des hortensias vivants en provenance de Chine dans les jardins de Kew en Angleterre. Le rapprochement avec les Hydrangea de Linné est fait et la dénomination adoptée, Hydrangea hortensis Siebold (1792 mais publié en 1829), sera un compromis entre Linné et Commerson, comme l'atteste l'illustration de J.E. Smith ci-contre. Enfin, Seringe fusionne les genres Hydrangea L. et Hortensia Juss. (Prodromus De Candolle, 1830) et crée le nom toujours en usage Hydrangea macrophylla (Thunb.) Ser. Ainsi le terme hortensia disparaît à la fois des noms de genres et d'espèces.
Le terme d'Hortensia, introduit initialement dans la nomenclature scientifique, n'a survécu finalement que dans la langue commune. Il eut pourtant à affronter de nombreux rivaux : Lamarck (1789) parlait d'« hortense du Japon », Jussieu (1821) de « rose du Japon », Poiret (1821) d'« hortensia du Japon » et Mouillefert (1892) d'« hydrangelle des jardins », tous noms maintenant disparus.
Au début du XXe siècle, le genre Hydrangea L. était rattaché à la famille des Saxifragacées, sous-famille des Hydrangéoïdées (Engler 1928). Mais cette famille des Saxifragacées au sens large étant très hétérogène, il fut convenu de transformer la sous-famille des Hydrangéoïdées en famille des Hydrangeacées (Hutchinson, 1980).

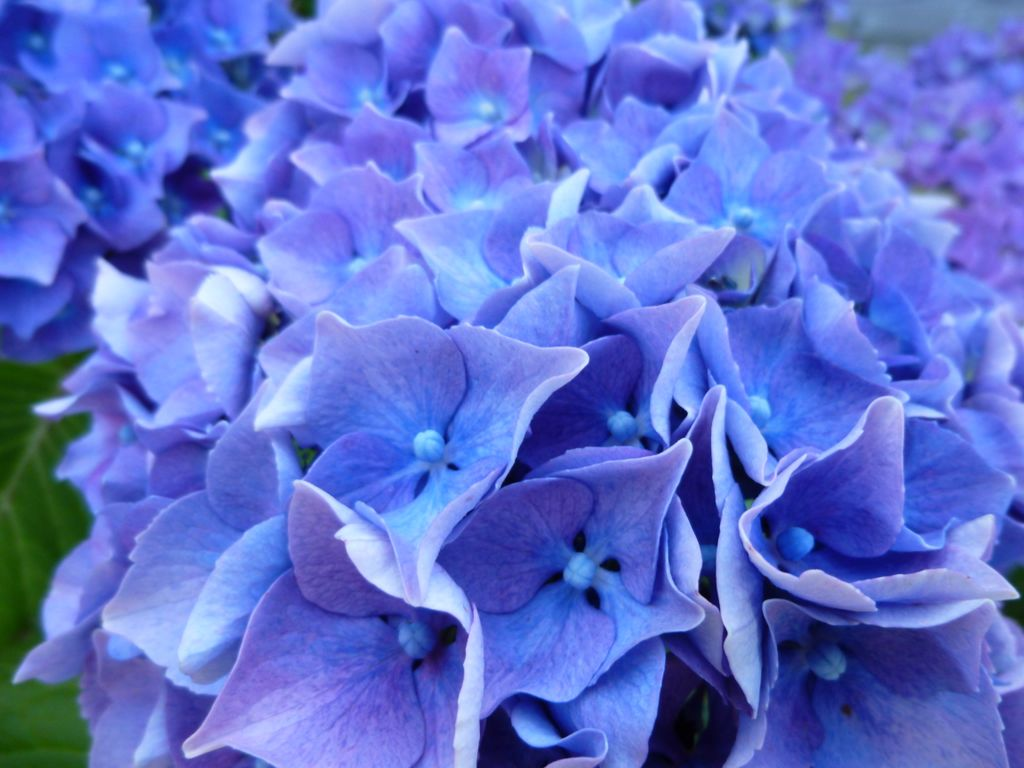
Hortensia bleu
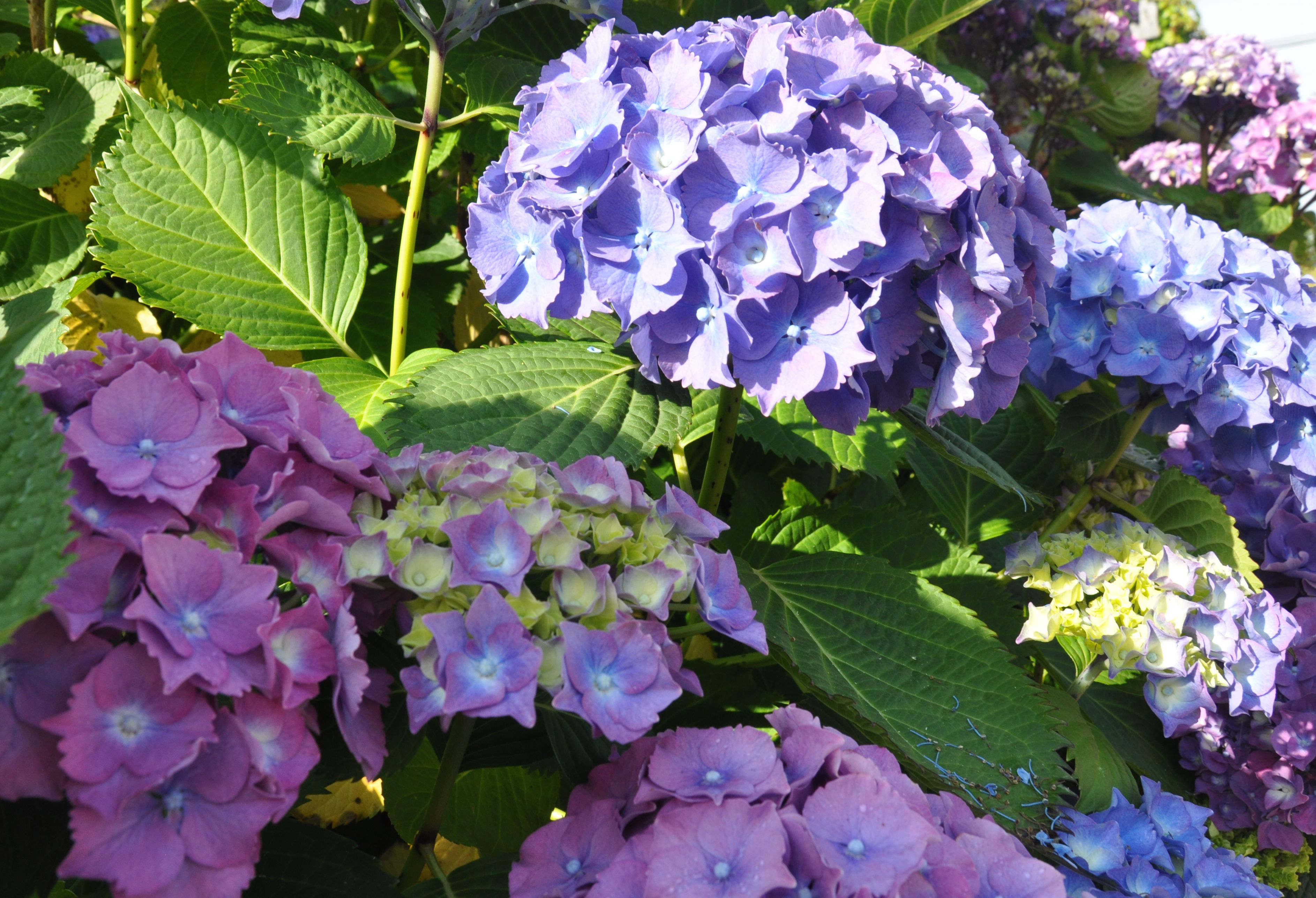
Hortensia bleu
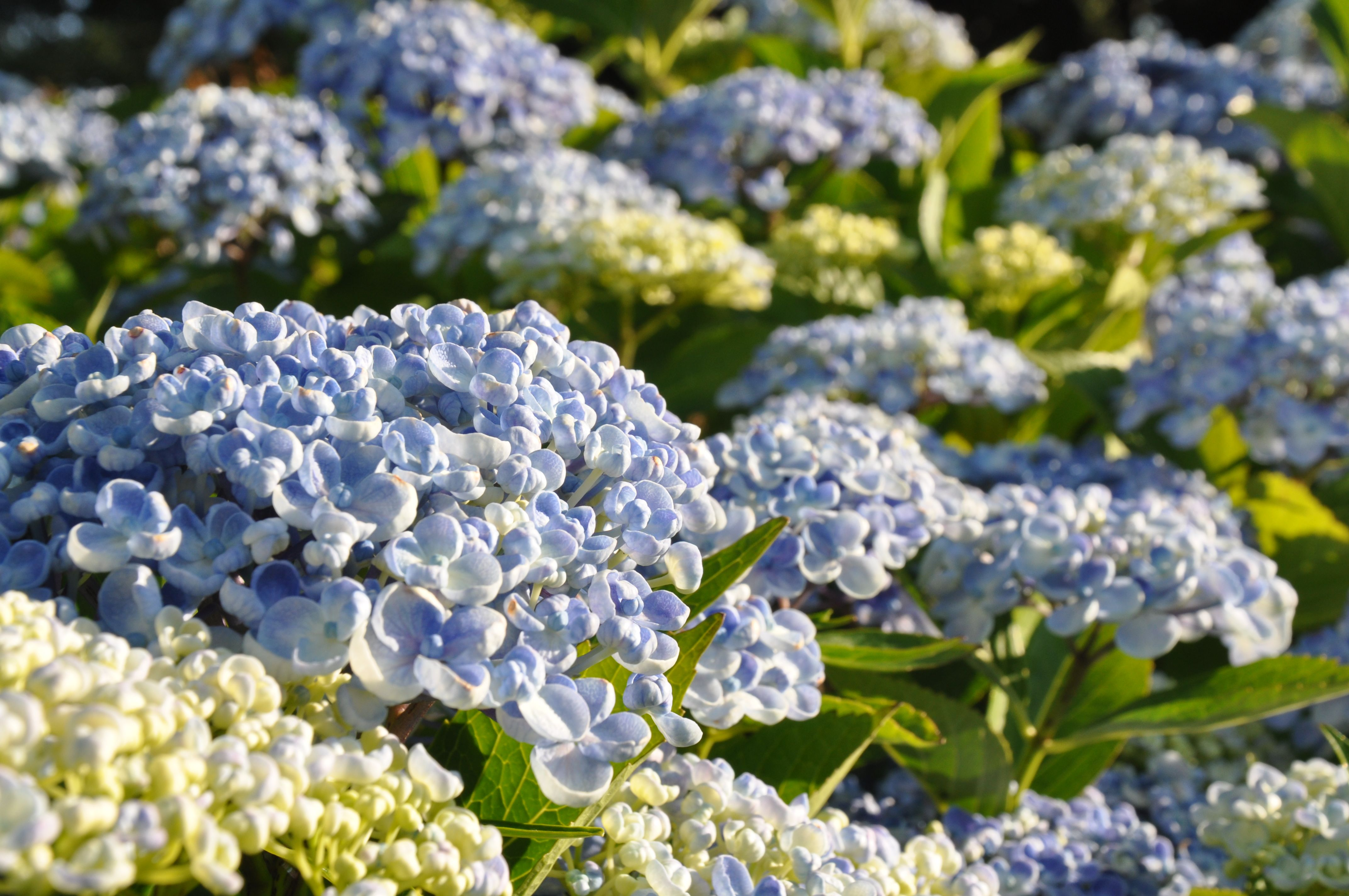
Hortensias bleu et blanc
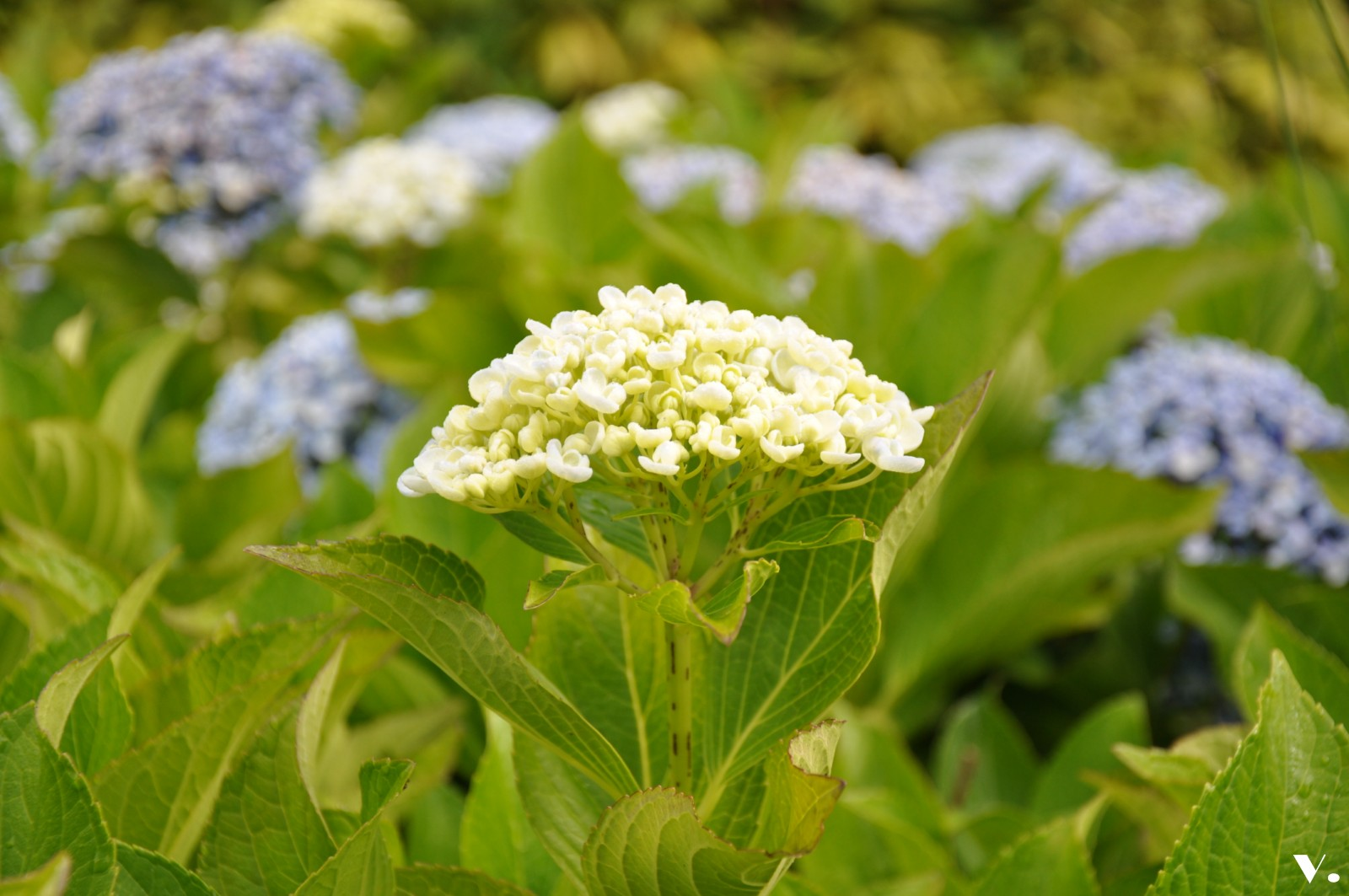
Hortensias bleu et blanc
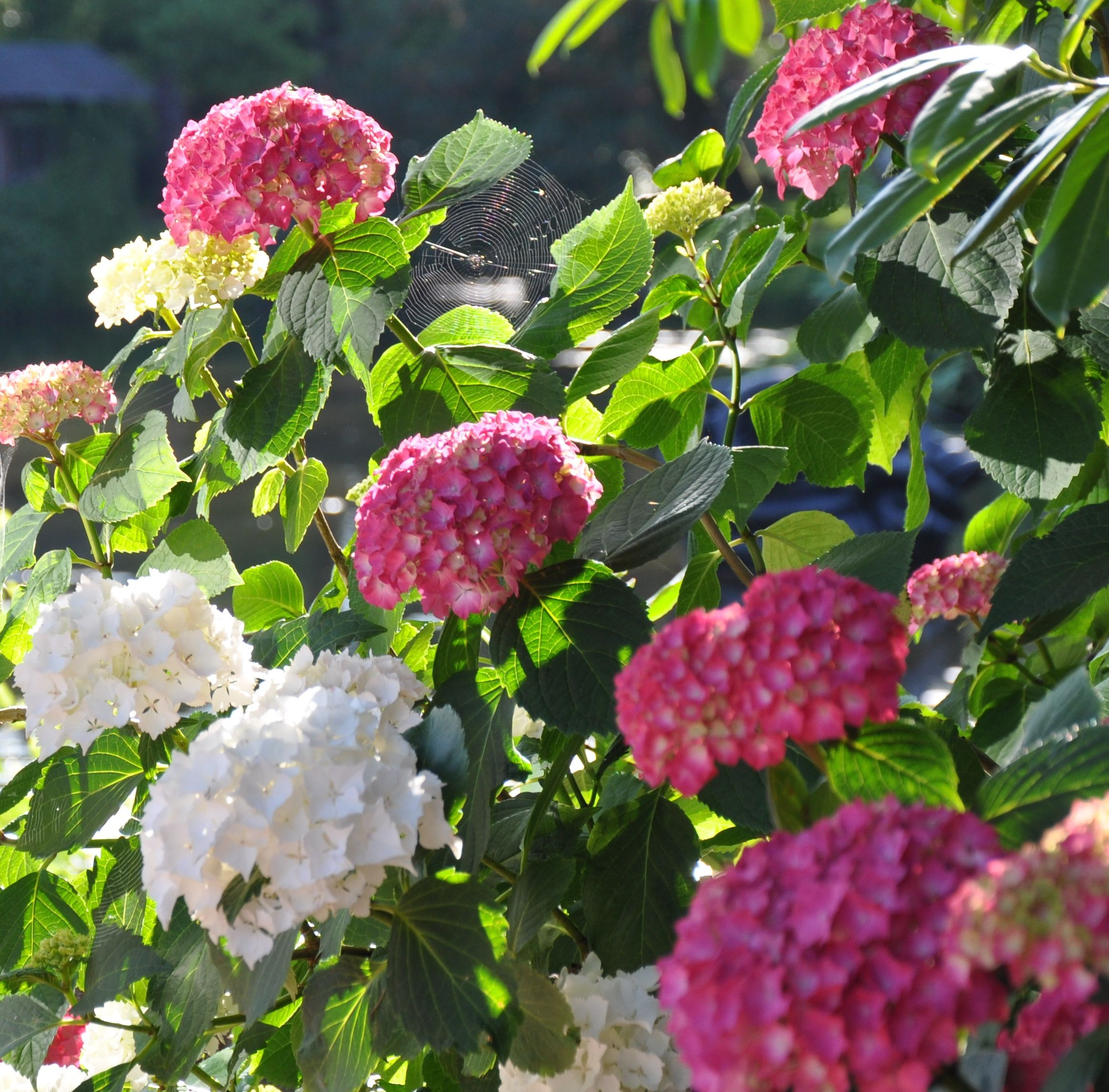
Hortensias rouge et blanc
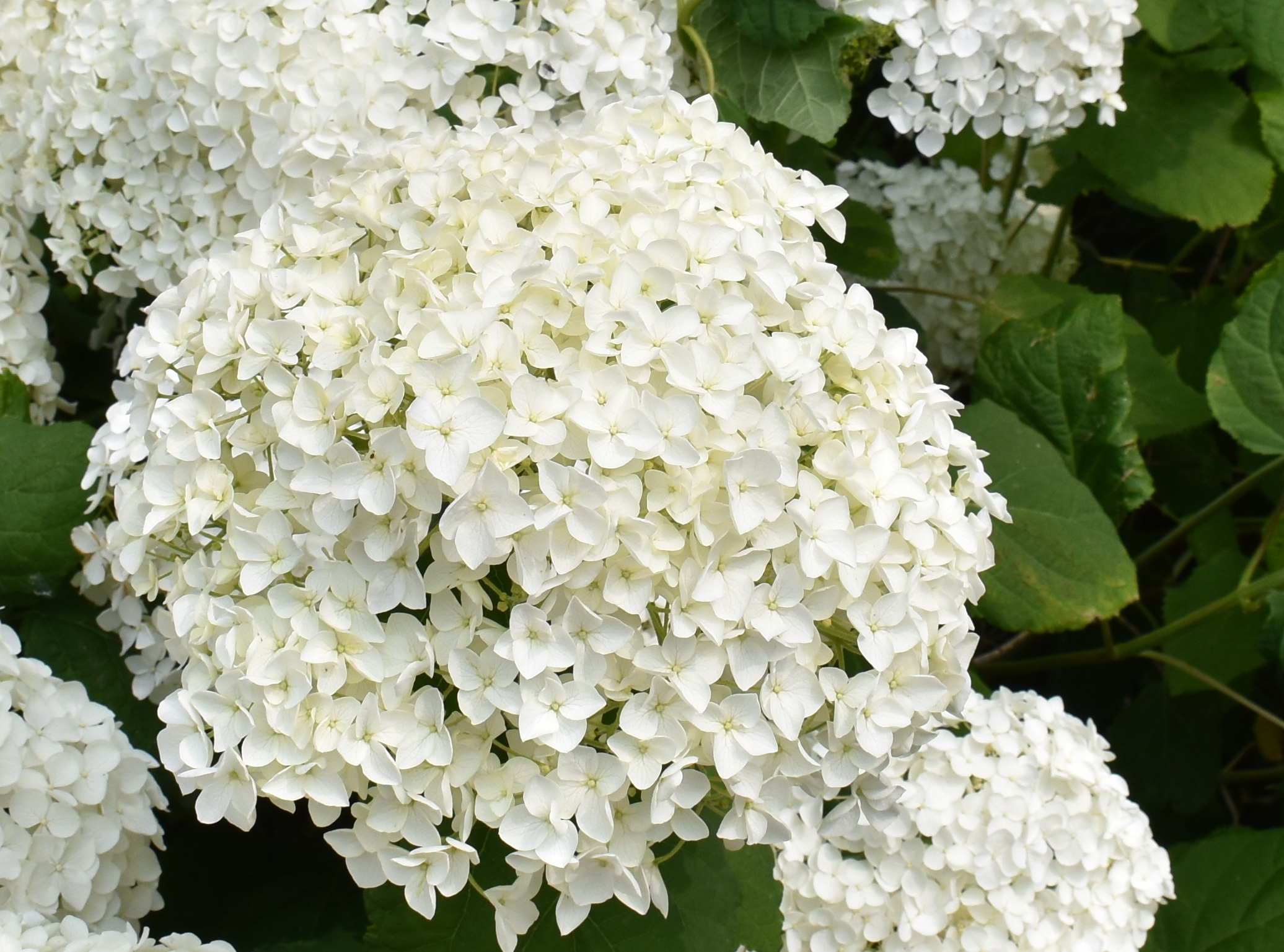
Hortensia Blanc
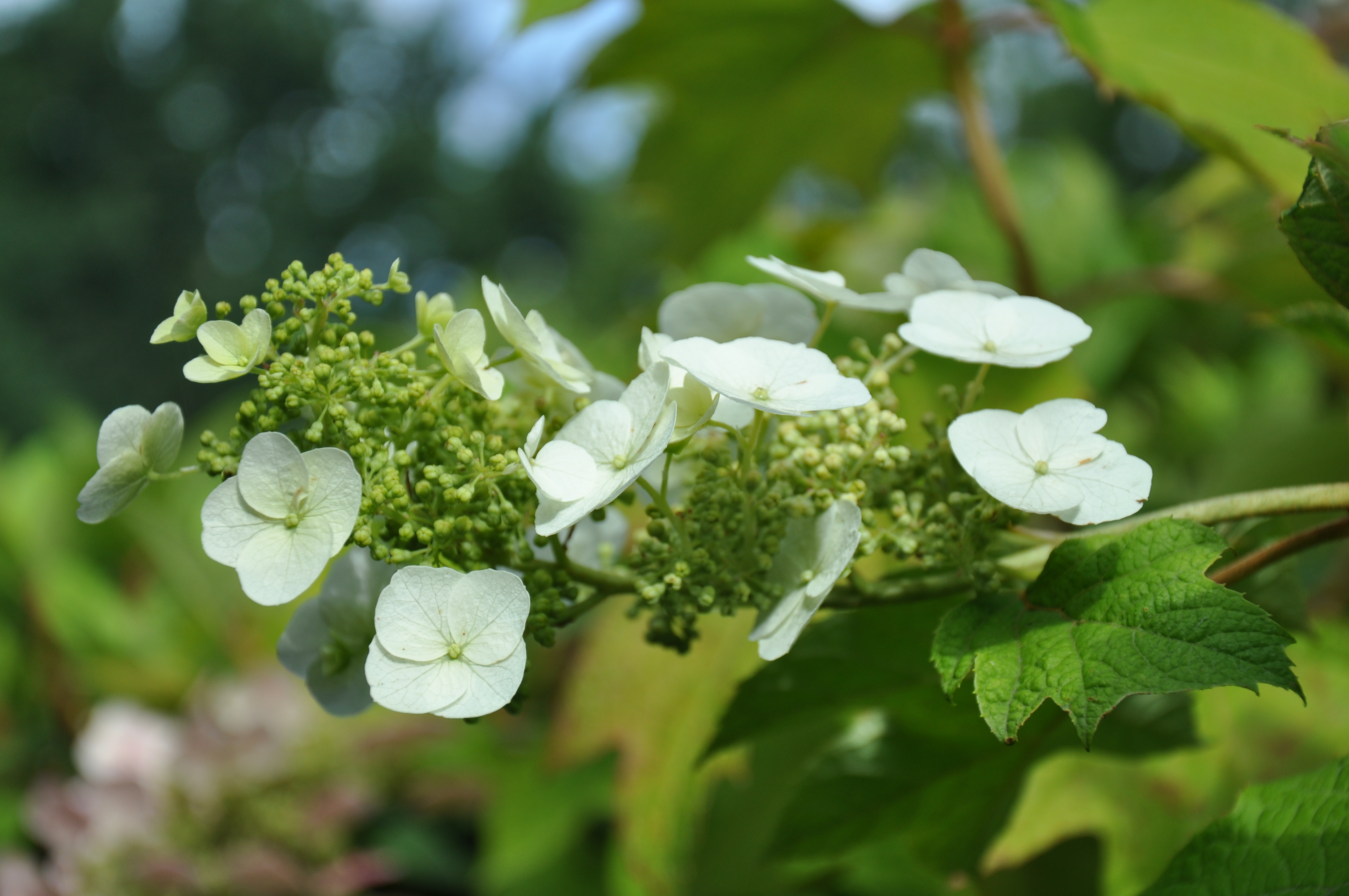
Hortensia blanc
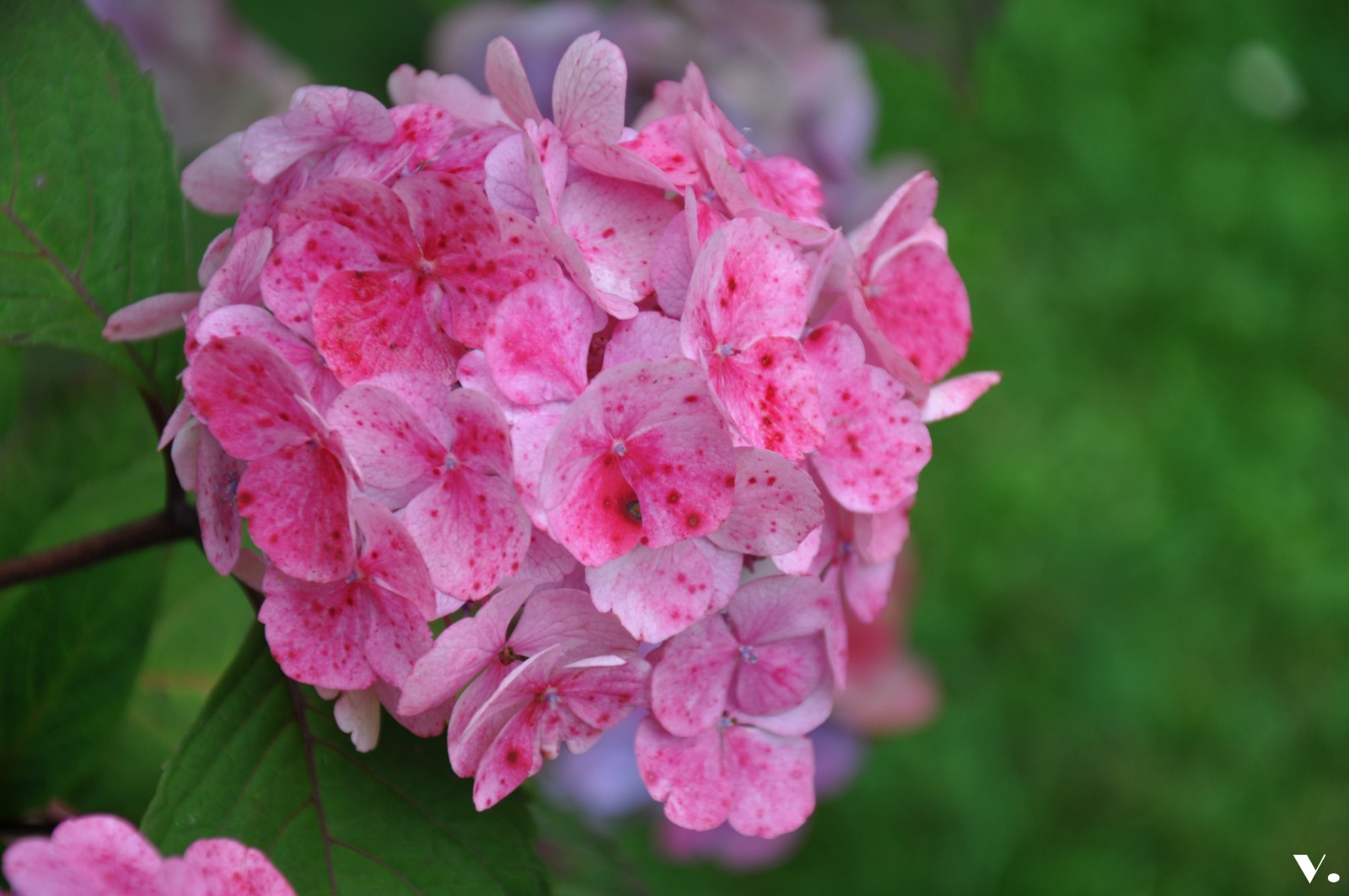
Hortensia rose tacheté

## Description
Les Hydrangea sont des plantes arbustives, de taille variable (de 0,5 m à plusieurs mètres) ou des plantes grimpantes s'accrochant à leurs supports par des racines adventives,.
Les feuilles sont opposées, parfois verticillées par trois, simples sans stipules, à marge entière (H. integrifolia), serrulée ou lobée (H. quercifolia).
Les inflorescences sont terminales, parfois axillaires, et sont constituées d'une cyme elle-même composée de cymes groupées en corymbes ou en panicules (H. paniculata, H. quercifolia). Il existe deux types de fleurs : les grandes fleurs décoratives dites stériles et les petites fleurs fertiles.
- les fleurs stériles, à la périphérie de l'inflorescence (pour les formes sauvages mais pas pour les formes cultivées) sont en général formées de trois, quatre ou cinq sépales pétaloïdes et de pétales entourant des étamines et un ovaire. Les sépales sont grands et décoratifs ;
- les fleurs fertiles sont situées à l'intérieur de l'inflorescence et sont en général très nombreuses. Elles comportent cinq petits sépales verdâtres et cinq petits pétales colorés ou non. Les étamines sont au nombre de dix (mais aussi huit ou vingt-cinq).

La théorie de la stérilité des fleurs décoratives et de la fertilité des fleurs non-décoratives (McClintock, 1957) a été battue en brèche par une étude de plusieurs cultivars de Hydrangea macrophylla (Uemachi, 2004). Aucune différence dans le développement des ovules n'a été observée entre les fleurs décoratives et non décoratives. De même, aucune différence dans la fertilité des pollens n'a été notée. Toutefois les fleurs non décoratives sont pentamères et les décoratives sont tétramères.
Le fruit est une capsule, à déhiscence apicale. Les graines sont très petites (de 0,1 mm à 2 mm).
L'espèce d'origine japonaise Hydrangea macrophylla (Thunberg) Seringe est cultivée comme plante ornementale dans de nombreuses régions du monde.

## Usage psychotrope

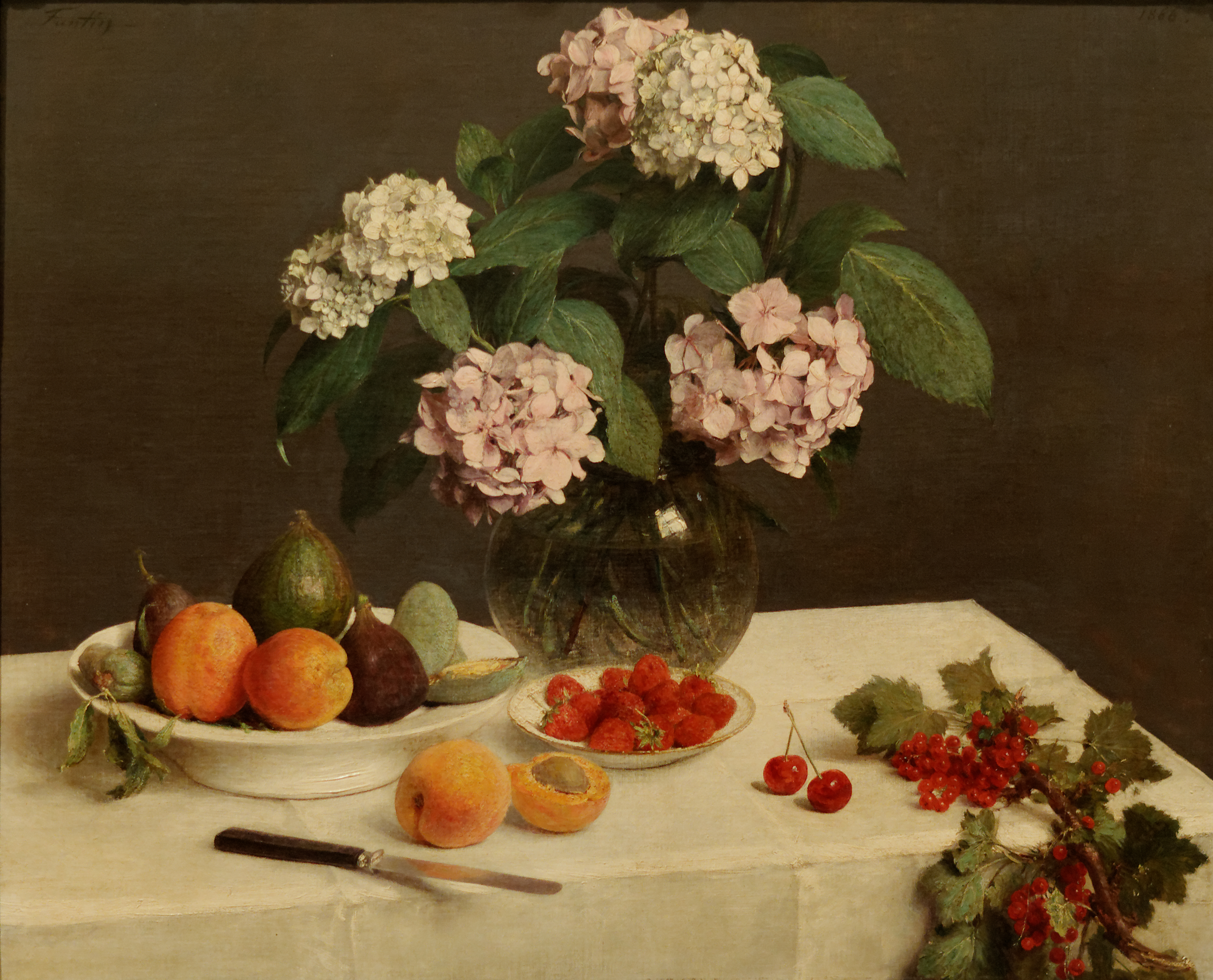
La table garnie, Henri Fantin-Latour

Feuilles et pétales sont séchés puis roulés afin d'être fumés pour un plaisir éphémère. Le phénomène serait parti d’Allemagne. Le professeur en pharmacologie des universités de Lausanne et de Genève, Kurt Hostettmann, explique dans le journal suisse, Le Matin, que la fumette d'hortensia entraînerait des effets hallucinogènes et euphorisants. « Selon les doses, l'effet ressenti est proche de celui induit par le THC (tétrahydrocannabinol), une substance psychoactive du cannabis », indique le scientifique. Il déconseille cependant strictement cette utilisation de la plante pour les néfastes effets secondaires, pouvant même entraîner la mort. Les médecins ont recensé des cas de troubles gastro-intestinaux, des problèmes respiratoires, d'accélération du rythme cardiaque ou d'étourdissements. Bien plus grave, les fumeurs s'exposent également à des risques mortels d'étouffement. À haute dose, les substances de l'arbuste « se transforment en acide cyanhydrique », précise Kurt Hostettmann, toujours dans Le Matin. Enfin, le médecin addictologue Philippe Arvers rappelle que les fumeurs de cannabis, comme les consommateurs d'alcool, peuvent être très sensibles à l'effet placebo.

## Symbolique de l'hortensia

### Langage des fleurs
Selon différents auteurs ayant écrit sur le langage des fleurs, l’hortensia peut symboliser différents sentiments contradictoires : l’idylle, la froideur, l’indifférence, la réputation déchue ou gloire oubliée.

### Politique
À la suite de la catastrophe nucléaire de Fukushima, les antinucléaires japonais ont fait de l'hortensia la fleur symbolisant leur mouvement : l'hortensia est en effet une des fleurs traditionnelles du Japon où elle s'épanouit entre la mi-juin et mi-juillet et est donc porteuse d'espoir en cette saison des pluies sombres.

## Répartition
Il y a environ 73 espèces qui sont réparties principalement dans l'Asie orientale, avec quelques espèces en Asie du Sud-Est et en Amérique.

## Espèces
En 1957, McClintock avait recensé vingt-trois espèces d'Hydrangea, mais l'approfondissement des études des espèces chinoises a fait monter ce nombre à soixante-treize.
Liste des espèces d'après Flora of China et GRIN :
- Hydrangea anomala D.Don (Hortensia grimpant) - Asie tempéré et tropicale
  - Hydrangea anomala subsp. petiolaris (Siebold & Zucc.) E. M. McClint. (synonyme : Hydrangea petiolaris) et ses cultivars[20] :
    - Winter Glow (alias Winter Surprise)
    - Kasai
    - Mirranda (alias Firefly)
    - Silver Linning (une mutation de Mirranda, médaille d’or au plantarium de Boskoop)
    - etc.

  - Hygrangea anomala var. sericea C.C.Yang
- Hydrangea arborescens L. (Hortensia de Virginie). Côte est des États-Unis.
  - Hydrangea arborescens subsp. discolor
  - Hydrangea arborescens subsp. radiata
- Hydrangea aspera (Hortensia rugueux), Buch.-Ham, ex D. Don, Chine.
- Hydrangea bretschneideri, Dippel, Chine
- Hydrangea candida, Chine
- Hydrangea caudatifolia Chine.
- Hydrangea chinensis Maxim., Chine, Japon
- Hydrangea chungii Rehder, Chine
- Hydrangea cinerea (Ashy Hydrangea). États-Unis
- Hydrangea coacta Chine.
- Hydrangea coenobialis. Chine
- Hydrangea davidii. Chine
- Hydrangea dumicola. Chine
- Hydrangea gracilis. Chine
- Hydrangea heteromalla D.Don - Himalaya, Chine occidentale et septentrionale.
- Hydrangea hirta  Japon.
- Hydrangea hypoglauca. Chine
- Hydrangea integrifolia. Chine
- Hydrangea involucrata Siebold - Japon, Taïwan
- Hydrangea kawakamii. Taïwan.
- Hydrangea kwangsiensis. Chine
- Hydrangea kwangtungensis. Chine
- Hydrangea lingii. Chine
- Hydrangea linkweiensis. Chine
- Hydrangea longifolia. Chine
- Hydrangea longipes Franch. - Chine (Gansu, Guizhou, Hebei, Henan, Hubei, Hunan, Shaanxi, Sichuan, Yunnan)
- Hydrangea macrocarpa Handel-Mazzetti, Chine
- Hydrangea macrophylla Japon méridional. - Hortensia véritable
- Hydrangea mangshanensis. Chine
- Hydrangea paniculata Siebold - Chine orientale, Corée, Japon, Sakhaline.
- Hydrangea petiolaris (Hydrangea grimpant). Japon, Corée, Sakhaline.
- Hydrangea quercifolia Sud-Est des États-Unis.
- Hydrangea radiata (Silverleaf Hydrangea). États-Unis
- Hydrangea robusta. Chine.
- Hydrangea sargentiana. Chine orientale.
- Hydrangea scandens. Du Japon méridional aux Philippines.
- Hydrangea serrata. Japon, Corée.
- Hydrangea serratifolia. Chili, Argentine occidentale.
- Hydrangea stenophylla. Chine
- Hydrangea strigosa. Chine
- Hydrangea stylosa. Chine
- Hydrangea sungpanensis Chine
- Hydrangea xanthoneura Chine
- Hydrangea zhewanensis Chine

- Hydrangea ×serratophylla

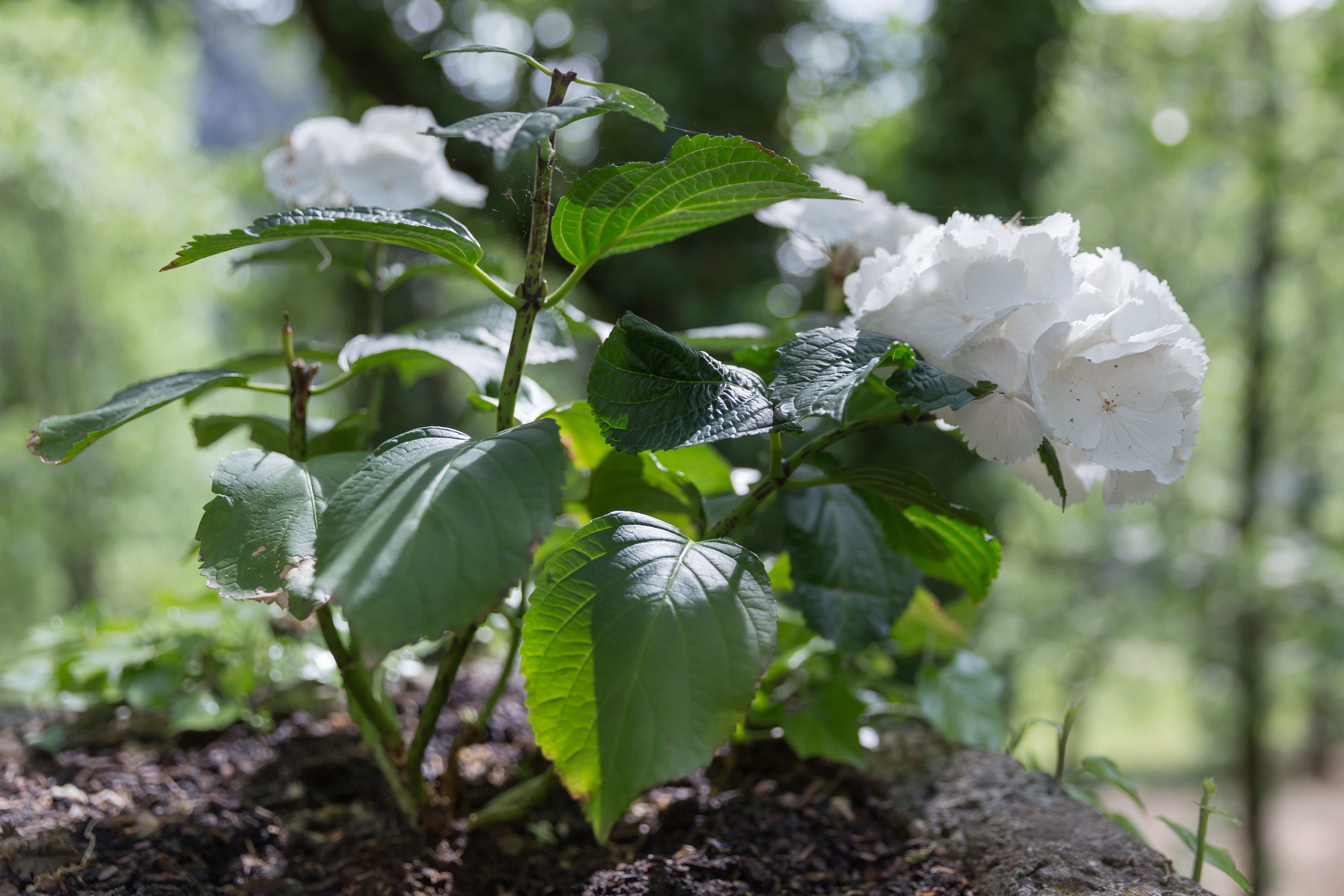
Hydrangea macrophylla à Vallon-Pont-d'Arc, France.